# Маркт Беролцхайм
Маркт Беролцхайм (на немски: Markt Berolzheim; „B-Heim“, Beheim) е комуна/маркт в регион Средна Франкония в Бавария, Германия с 1289 жители (към 31 декември 2016).
Градовете наблизо са Тройхтлинген, Вайсенбург ин Байерн и Гунценхаузен.